# Lista över fornlämningar i Norrtälje kommun (Frötuna)
Lista över fornlämningar i Norrtälje kommun (Frötuna) är en förteckning av ett urval av de fornlämningar som finns i Frötuna i Norrtälje kommun.
| Namn                               | Lämningstyp         | Tillkomsttid | Historisk indelning | Plats        | Läge                 | ID-nr          | Bild                                      |
| ---------------------------------- | ------------------- | ------------ | ------------------- | ------------ | -------------------- | -------------- | ----------------------------------------- |
| Frötuna 1:1                        | Hög                 |              | Frötuna, Uppland    |              | 59.740346, 18.648816 | 10002100010001 | Ladda upp en bild av detta fornminne      |
| Frötuna 1:2                        | Hög                 |              | Frötuna, Uppland    |              | 59.740482, 18.648815 | 10002100010002 | Ladda upp en bild av detta fornminne      |
| Frötuna 1:3                        | Stensättning        |              | Frötuna, Uppland    |              | 59.740534, 18.649127 | 10002100010003 | Ladda upp en bild av detta fornminne      |
| Frötuna 1:4                        | Hög                 |              | Frötuna, Uppland    |              | 59.740528, 18.649833 | 10002100010004 | Ladda upp en bild av detta fornminne      |
| Frötuna 2:1                        | Gravfält            |              | Frötuna, Uppland    |              | 59.740320, 18.644096 | 10002100020001 | Ladda upp en bild av detta fornminne      |
| Frötuna 4:1                        | Gravfält            |              | Frötuna, Uppland    |              | 59.739491, 18.636524 | 10002100040001 | Ladda upp en bild av detta fornminne      |
| Frötuna 5:101                      | Gravfält            |              | Frötuna, Uppland    |              | 59.740472, 18.634704 | 10002100050101 | Ladda upp en bild av detta fornminne      |
| Frötuna 6:1                        | Gravfält            |              | Frötuna, Uppland    |              | 59.738690, 18.634136 | 10002100060001 | Ladda upp en bild av detta fornminne      |
| Frötuna 7:1                        | Gravfält            |              | Frötuna, Uppland    |              | 59.736209, 18.622570 | 10002100070001 | Ladda upp en bild av detta fornminne      |
| Frötuna 9:1                        | Hög                 |              | Frötuna, Uppland    |              | 59.734974, 18.618382 | 10002100090001 | Ladda upp en bild av detta fornminne      |
| Frötuna 9:2                        | Hög                 |              | Frötuna, Uppland    |              | 59.735006, 18.618036 | 10002100090002 | Ladda upp en bild av detta fornminne      |
| Frötuna 10:1                       | Röse                |              | Frötuna, Uppland    |              | 59.734061, 18.619817 | 10002100100001 | Ladda upp en bild av detta fornminne      |
| Frötuna 10:2                       | Stensättning        |              | Frötuna, Uppland    |              | 59.734146, 18.619999 | 10002100100002 | Ladda upp en bild av detta fornminne      |
| Frötuna 19:1                       | Runristning         |              | Frötuna, Uppland    |              | 59.741442, 18.675294 | 10002100190001 | Ladda upp en bild av detta fornminne      |
| Frötuna 19:2                       | Runristning         |              | Frötuna, Uppland    |              | 59.741442, 18.675294 | 10002100190002 | Ladda upp en bild av detta fornminne      |
| Frötuna 19:3                       | Runristning         |              | Frötuna, Uppland    |              | 59.741447, 18.675017 | 10002100190003 | Ladda upp en bild av detta fornminne      |
| Frötuna 19:4                       | Runristning         |              | Frötuna, Uppland    |              | 59.741447, 18.675017 | 10002100190004 | Ladda upp en bild av detta fornminne      |
| Frötuna 25:1                       | Gravfält            |              | Frötuna, Uppland    |              | 59.734758, 18.689174 | 10002100250001 | Ladda upp en bild av detta fornminne      |
| Frötuna 26:1                       | Hög                 |              | Frötuna, Uppland    |              | 59.735293, 18.691438 | 10002100260001 | Ladda upp en bild av detta fornminne      |
| Frötuna 27:1                       | Gravfält            |              | Frötuna, Uppland    |              | 59.734797, 18.692282 | 10002100270001 | Ladda upp en bild av detta fornminne      |
| Frötuna 28:1                       | Gravfält            |              | Frötuna, Uppland    |              | 59.733803, 18.694233 | 10002100280001 | Ladda upp en bild av detta fornminne      |
| Frötuna 30:1                       | Gravfält            |              | Frötuna, Uppland    |              | 59.721886, 18.653053 | 10002100300001 | Ladda upp en bild av detta fornminne      |
| Frötuna 31:1                       | Gravfält            |              | Frötuna, Uppland    |              | 59.722926, 18.665916 | 10002100310001 | Ladda upp en bild av detta fornminne      |
| Frötuna 31:2                       | Hög                 |              | Frötuna, Uppland    |              | 59.723073, 18.664740 | 10002100310002 | Ladda upp en bild av detta fornminne      |
| Frötuna 32:1                       | Gravfält            |              | Frötuna, Uppland    |              | 59.723761, 18.668914 | 10002100320001 | Ladda upp en bild av detta fornminne      |
| Frötuna 34:1                       | Röse                |              | Frötuna, Uppland    |              | 59.727381, 18.685400 | 10002100340001 | Ladda upp en bild av detta fornminne      |
| Frötuna 34:2                       | Stensättning        |              | Frötuna, Uppland    |              | 59.727307, 18.685477 | 10002100340002 | Ladda upp en bild av detta fornminne      |
| Frötuna 35:1                       | Gravfält            |              | Frötuna, Uppland    |              | 59.714478, 18.706133 | 10002100350001 | Ladda upp en bild av detta fornminne      |
| Frötuna 36:1                       | Gravfält            |              | Frötuna, Uppland    |              | 59.715048, 18.702329 | 10002100360001 | Ladda upp en bild av detta fornminne      |
| Frötuna 37:1                       | Gravfält            |              | Frötuna, Uppland    |              | 59.717910, 18.702203 | 10002100370001 | Ladda upp en bild av detta fornminne      |
| U 529 (Frötuna 38:1)               | Runristning         |              | Frötuna, Uppland    | Sika         | 59.718745, 18.702288 | 10002100380001 | Ladda upp en till bild av detta fornminne |
| Mellingeholmskorset (Frötuna 39:1) | Runristning         |              | Frötuna, Uppland    | Mellingeholm | 59.728616, 18.704099 | 10002100390001 | Ladda upp en till bild av detta fornminne |
| Frötuna 40:1                       | Gravfält            |              | Frötuna, Uppland    |              | 59.729109, 18.695736 | 10002100400001 | Ladda upp en bild av detta fornminne      |
| Frötuna 41:1                       | Gravfält            |              | Frötuna, Uppland    |              | 59.729946, 18.697079 | 10002100410001 | Ladda upp en bild av detta fornminne      |
| Frötuna 42:1                       | Hög                 |              | Frötuna, Uppland    |              | 59.733495, 18.695306 | 10002100420001 | Ladda upp en bild av detta fornminne      |
| Frötuna 42:2                       | Hög                 |              | Frötuna, Uppland    |              | 59.733388, 18.695422 | 10002100420002 | Ladda upp en bild av detta fornminne      |
| Frötuna 42:3                       | Hög                 |              | Frötuna, Uppland    |              | 59.733283, 18.695408 | 10002100420003 | Ladda upp en bild av detta fornminne      |
| Frötuna 43:1                       | Gravfält            |              | Frötuna, Uppland    |              | 59.739811, 18.697146 | 10002100430001 | Ladda upp en bild av detta fornminne      |
| Frötuna 44:1                       | Röse                |              | Frötuna, Uppland    |              | 59.743177, 18.700294 | 10002100440001 | Ladda upp en bild av detta fornminne      |
| Frötuna 46:1                       | Gravfält            |              | Frötuna, Uppland    |              | 59.738008, 18.705567 | 10002100460001 | Ladda upp en bild av detta fornminne      |
| Frötuna 47:1                       | Gravfält            |              | Frötuna, Uppland    |              | 59.741925, 18.712826 | 10002100470001 | Ladda upp en bild av detta fornminne      |
| Frötuna 48:1                       | Gravfält            |              | Frötuna, Uppland    |              | 59.739576, 18.715943 | 10002100480001 | Ladda upp en bild av detta fornminne      |
| Frötuna 49:1                       | Stensättning        |              | Frötuna, Uppland    |              | 59.738637, 18.715279 | 10002100490001 | Ladda upp en bild av detta fornminne      |
| Frötuna 49:2                       | Hög                 |              | Frötuna, Uppland    |              | 59.738518, 18.714990 | 10002100490002 | Ladda upp en bild av detta fornminne      |
| Frötuna 49:3                       | Stensättning        |              | Frötuna, Uppland    |              | 59.738344, 18.714958 | 10002100490003 | Ladda upp en bild av detta fornminne      |
| Frötuna 49:4                       | Stensättning        |              | Frötuna, Uppland    |              | 59.738703, 18.714902 | 10002100490004 | Ladda upp en bild av detta fornminne      |
| Frötuna 52:1                       | Gravfält            |              | Frötuna, Uppland    |              | 59.756063, 18.777521 | 10002100520001 | Ladda upp en bild av detta fornminne      |
| Frötuna 53:1                       | Gravfält            |              | Frötuna, Uppland    |              | 59.754339, 18.782548 | 10002100530001 | Ladda upp en bild av detta fornminne      |
| Björn Rivares hög (Frötuna 54:1)   | Hög                 |              | Frötuna, Uppland    |              | 59.746420, 18.748453 | 10002100540001 | Ladda upp en bild av detta fornminne      |
| Frötuna 55:1                       | Runristning         |              | Frötuna, Uppland    |              | 59.745280, 18.743822 | 10002100550001 | Ladda upp en bild av detta fornminne      |
| Frötuna 56:1                       | Gravfält            |              | Frötuna, Uppland    |              | 59.727028, 18.766895 | 10002100560001 | Ladda upp en bild av detta fornminne      |
| Frötuna 57:1                       | Hög                 |              | Frötuna, Uppland    |              | 59.719810, 18.752247 | 10002100570001 | Ladda upp en bild av detta fornminne      |
| Frötuna 58:2                       | Hög                 |              | Frötuna, Uppland    |              | 59.719847, 18.750845 | 10002100580002 | Ladda upp en bild av detta fornminne      |
| Frötuna 58:3                       | Stensättning        |              | Frötuna, Uppland    |              | 59.719868, 18.750641 | 10002100580003 | Ladda upp en bild av detta fornminne      |
| Frötuna 59:1                       | Gravfält            |              | Frötuna, Uppland    |              | 59.718185, 18.771996 | 10002100590001 | Ladda upp en bild av detta fornminne      |
| Frötuna 60:1                       | Gravfält            |              | Frötuna, Uppland    |              | 59.718110, 18.775514 | 10002100600001 | Ladda upp en bild av detta fornminne      |
| Frötuna 61:1                       | Gravfält            |              | Frötuna, Uppland    |              | 59.717947, 18.776577 | 10002100610001 | Ladda upp en bild av detta fornminne      |
| Frötuna 62:1                       | Gravfält            |              | Frötuna, Uppland    |              | 59.715156, 18.778002 | 10002100620001 | Ladda upp en bild av detta fornminne      |
| Frötuna 63:1                       | Hög                 |              | Frötuna, Uppland    |              | 59.714314, 18.778508 | 10002100630001 | Ladda upp en bild av detta fornminne      |
| Frötuna 63:2                       | Stensättning        |              | Frötuna, Uppland    |              | 59.714207, 18.778427 | 10002100630002 | Ladda upp en bild av detta fornminne      |
| Frötuna 64:1                       | Hög                 |              | Frötuna, Uppland    |              | 59.713830, 18.775433 | 10002100640001 | Ladda upp en bild av detta fornminne      |
| Frötuna 64:2                       | Stensättning        |              | Frötuna, Uppland    |              | 59.713862, 18.775110 | 10002100640002 | Ladda upp en bild av detta fornminne      |
| Frötuna 64:5                       | Stensättning        |              | Frötuna, Uppland    |              | 59.714248, 18.775217 | 10002100640005 | Ladda upp en bild av detta fornminne      |
| Frötuna 65:1                       | Gravfält            |              | Frötuna, Uppland    |              | 59.713853, 18.771148 | 10002100650001 | Ladda upp en bild av detta fornminne      |
| Frötuna 66:1                       | Hög                 |              | Frötuna, Uppland    |              | 59.712828, 18.771260 | 10002100660001 | Ladda upp en bild av detta fornminne      |
| Frötuna 66:2                       | Hög                 |              | Frötuna, Uppland    |              | 59.712677, 18.771256 | 10002100660002 | Ladda upp en bild av detta fornminne      |
| Frötuna 66:4                       | Stensättning        |              | Frötuna, Uppland    |              | 59.712916, 18.771271 | 10002100660004 | Ladda upp en bild av detta fornminne      |
| Frötuna 67:101                     | Gravfält            |              | Frötuna, Uppland    |              | 59.717415, 18.766258 | 10002100670101 | Ladda upp en bild av detta fornminne      |
| Frötuna 67:201                     | Hög                 |              | Frötuna, Uppland    |              | 59.717341, 18.767759 | 10002100670201 | Ladda upp en bild av detta fornminne      |
| Frötuna 67:301                     | Hög                 |              | Frötuna, Uppland    |              | 59.717419, 18.767914 | 10002100670301 | Ladda upp en bild av detta fornminne      |
| Frötuna 67:401                     | Gravfält            |              | Frötuna, Uppland    |              | 59.717555, 18.768873 | 10002100670401 | Ladda upp en bild av detta fornminne      |
| Frötuna 68:1                       | Gravfält            |              | Frötuna, Uppland    |              | 59.716986, 18.763466 | 10002100680001 | Ladda upp en bild av detta fornminne      |
| Frötuna 70:1                       | Gravfält            |              | Frötuna, Uppland    |              | 59.715007, 18.763101 | 10002100700001 | Ladda upp en bild av detta fornminne      |
| Frötuna 71:1                       | Gravfält            |              | Frötuna, Uppland    |              | 59.713857, 18.761876 | 10002100710001 | Ladda upp en bild av detta fornminne      |
| Frötuna 72:1                       | Gravfält            |              | Frötuna, Uppland    |              | 59.708732, 18.761096 | 10002100720001 | Ladda upp en bild av detta fornminne      |
| Frötuna 73:1                       | Röse                |              | Frötuna, Uppland    |              | 59.692150, 18.834688 | 10002100730001 | Ladda upp en bild av detta fornminne      |
| Frötuna 73:2                       | Röse                |              | Frötuna, Uppland    |              | 59.692018, 18.835415 | 10002100730002 | Ladda upp en bild av detta fornminne      |
| Frötuna 75:1                       | Röse                |              | Frötuna, Uppland    |              | 59.699960, 18.860158 | 10002100750001 | Ladda upp en bild av detta fornminne      |
| Frötuna 77:1                       | Gravfält            |              | Frötuna, Uppland    |              | 59.722016, 18.660748 | 10002100770001 | Ladda upp en bild av detta fornminne      |
| Frötuna 80:1                       | Röse                |              | Frötuna, Uppland    |              | 59.773730, 18.875635 | 10002100800001 | Ladda upp en bild av detta fornminne      |
| Frötuna 83:1                       | Gravfält            |              | Frötuna, Uppland    |              | 59.729329, 18.769933 | 10002100830001 | Ladda upp en bild av detta fornminne      |
| Frötuna 94:1                       | Gravfält            |              | Frötuna, Uppland    |              | 59.727379, 18.692997 | 10002100940001 | Ladda upp en bild av detta fornminne      |
| Frötuna 104:1                      | Hög                 |              | Frötuna, Uppland    |              | 59.740283, 18.641002 | 10002101040001 | Ladda upp en bild av detta fornminne      |
| Frötuna 107:1                      | Gravfält            |              | Frötuna, Uppland    |              | 59.733492, 18.623753 | 10002101070001 | Ladda upp en bild av detta fornminne      |
| Frötuna 108:1                      | Stensättning        |              | Frötuna, Uppland    |              | 59.732986, 18.627961 | 10002101080001 | Ladda upp en bild av detta fornminne      |
| Frötuna 114:1                      | Stensättning        |              | Frötuna, Uppland    |              | 59.742841, 18.709227 | 10002101140001 | Ladda upp en bild av detta fornminne      |
| Frötuna 114:2                      | Stensättning        |              | Frötuna, Uppland    |              | 59.742764, 18.708609 | 10002101140002 | Ladda upp en bild av detta fornminne      |
| Frötuna 116:1                      | Gravfält            |              | Frötuna, Uppland    |              | 59.742120, 18.706408 | 10002101160001 | Ladda upp en bild av detta fornminne      |
| Frötuna 116:2                      | Stensättning        |              | Frötuna, Uppland    |              | 59.741484, 18.705108 | 10002101160002 | Ladda upp en bild av detta fornminne      |
| Frötuna 116:3                      | Stensättning        |              | Frötuna, Uppland    |              | 59.741370, 18.705350 | 10002101160003 | Ladda upp en bild av detta fornminne      |
| Frötuna 143                        | Stensättning        |              | Frötuna, Uppland    |              | 59.749332, 18.743848 | 12000000040872 | Ladda upp en bild av detta fornminne      |
| Frötuna 144                        | Stensättning        |              | Frötuna, Uppland    |              | 59.749557, 18.745825 | 12000000040873 | Ladda upp en bild av detta fornminne      |
| Frötuna 145                        | Stensättning        |              | Frötuna, Uppland    |              | 59.749305, 18.743812 | 12000000040874 | Ladda upp en bild av detta fornminne      |
| Frötuna 146                        | Stensättning        |              | Frötuna, Uppland    |              | 59.749559, 18.745736 | 12000000040875 | Ladda upp en bild av detta fornminne      |
| Frötuna 151                        | Stensättning        |              | Frötuna, Uppland    |              | 59.748104, 18.750556 | 12000000041172 | Ladda upp en bild av detta fornminne      |
| Frötuna 152                        | Stensättning        |              | Frötuna, Uppland    |              | 59.748135, 18.750363 | 12000000041173 | Ladda upp en bild av detta fornminne      |
| Frötuna 155                        | Lägenhetsbebyggelse |              | Frötuna, Uppland    |              | 59.724739, 18.695221 | 12000000080802 | Ladda upp en bild av detta fornminne      |
| Kvarntorp (Frötuna 156)            | Lägenhetsbebyggelse |              | Frötuna, Uppland    |              | 59.725761, 18.689213 | 12000000080803 | Ladda upp en bild av detta fornminne      |
| Frötuna 157                        | Slott/herresäte     |              | Frötuna, Uppland    |              | 59.730042, 18.701428 | 12000000080804 | Ladda upp en bild av detta fornminne      |
| Frötuna 159                        | Stensättning        |              | Frötuna, Uppland    |              | 59.709524, 18.681038 | 12000000081373 | Ladda upp en bild av detta fornminne      |
| Grandalen (Frötuna 164)            | Lägenhetsbebyggelse |              | Frötuna, Uppland    |              | 59.708469, 18.681974 | 12000000081379 | Ladda upp en bild av detta fornminne      |